# Ivan Slamnig
Ivan Slamnig (*  24. Juni 1930 Metković; † 3. Juli 2001 in Zagreb) war ein jugoslawischer bzw. kroatischer Dichter, Erzähler, Essayist und Übersetzer.

## Leben
Slamnig besuchte die Grundschule in Metković und Dubrovnik, bevor er nach Zagreb umsiedelte. Dort setzte er seine Ausbildung am klassischen Gymnasium und anschließend an der Philosophischen Fakultät der Universität Zagreb fort, wo er nach dem Diplom als Professor an der Abteilung für Komparatistik tätig war. Seit 1992 war er Vollmitglied der Kroatischen Akademie der Wissenschaften und Künste.

## Werke
Slamnig ist vor allem bekannt als Autor mehrerer anthologischer Gedichtsammlungen (Aleja poslije svečanosti, dt. Allee nach der Festlichkeit; Odron, dt. Abbruch; Naronska siesta, dt. Siesta von Narona; Pjesme, dt. Gedichte usw.) und des ersten kroatischen postmodernen Romans (Bolja polovica hrabrosti, dt. Bessere Hälfte des Muts). Überdies schrieb er literaturgeschichtliche Monografien und übersetzte aus dem Englischen, Russischen, Italienischen und Schwedischen. Neben Erudition und lyrischem Artismus ist Humor die eindrucksvollste Eigenschaft seiner Dichtung, sowohl in literarischen als auch in wissenschaftlichen Werken. Wegen der Anwendung des Humors als Innovationselement und der wagemutigen Folgerung wurde er bei den Lesern und Wissenschaftlern gleichmäßig beliebt. Für seine letzte Gedichtsammlung, Ranjeni tenk (dt. Verwundeter Panzer), wurde ihm postum mit dem Tin-Ujević-Preis der angesehenste Literaturpreis in Kroatien verliehen (2001).